# Mesquita Üç Şerefeli
A Mesquita Üç Şerefeli (em turco: Üç Şerefeli Cami) é uma mesquita otomana situada na cidade de Edirne, na Turquia. Foi construída no século XV.

## História
Foi construída por ordem do sultão Murade II. A mesquita está localizada no centro histórico da cidade, perto de outras importantes mesquitas históricas, a Mesquita Selimiye e a Mesquita velha. O nome refere-se ao incomum minarete com três varandas (em turco:  üç şerefeli).
Danificada no terremoto de 1752, a mesquita foi reparada em 1763 por ordem de Murade III. Uma grande restauração aconteceu em 1930, com trabalho adicional em afrescos em 1999.

## Arquitetura
A mesquita é composta de uma sala de oração precedida de um pátio aberto. Ele é acessado através de portais do lado noroeste, nordeste e sudoeste, o pátio está rodeado por uma galeria em três lados com um pórtico no quarto.
Entrando na sala de oração pela porta central, visualiza-se uma cúpula medindo 24 metros de diâmetro. Fundamenta-se em arcos pesados que caem em quatro pilares embutidos nas paredes exteriores e dois grandes pilares hexagonais no centro. A transição para a cúpula ocorre com um cinto fino de triângulos que se fundem com consoles de decoração entre os arcos. Doze janelas iluminam a área sob a cúpula, que abriga o mirabe no eixo com a porta. A área do mirabe é decorada com padrões pintados de rodas interligadas e as estrelas e os vidros refletem a escultura em madeira do período.
A sala de oração se estende de ambos os lados, com espaços retangulares privados acessados  através de portas no pátio, e do lado sudoeste o acesso se dá pela rua. Estes espaços são cobertos com duas cúpulas cada. Todas as cúpulas do lado externo são cobertas com chumbo.
A mesquita tem quatro minaretes de alturas diferentes, localizados nos quatro cantos do átrio aberto. O mais alto, no canto sul, é de 67 metros de altura e está decorado com um padrão em zigue-zague em pedra vermelha e branca. É um dos primeiros exemplos do uso de escadas separadas para acessar os diferentes balcões. Sua haste superior e três varandas, como aquelas dos outros minaretes, foram reconstruídas de um modo menos ornamentado do que o trabalho original depois de terem desmoronado no terremoto de 1752.
A estrutura é construída de pedra calcária com mármore usado para colunas, capitéis, mirabe, mimbar, esquadrias e os sete portais. A pedra vermelha é usada para os quadros das entradas. O pátio é ainda adornado com afrescos dentro de cúpulas de galeria, os desenhos originais foram reparados no século XVIII.